# Педероба
Педероба (итал. Pederobba) је насеље у Италији у округу Тревизо, региону Венето.
Према процени из 2011. у насељу је живело 1927 становника. Насеље се налази на надморској висини од 224 м.

## Становништво
Према резултатима пописа становништва 2011. у општини је живело 7.573 становника.
| 1931. | 1936. | 1951. | 1961. | 1971. | 1981. | 1991. | 2001. | 2011. |
| ----- | ----- | ----- | ----- | ----- | ----- | ----- | ----- | ----- |
| 6.212 | 5.764 | 5.983 | 5.568 | 5.539 | 5.934 | 6.517 | 7.061 | 7.573 |

## Партнерски градови
- Hettange-Grande